# Thomas Gerdiken

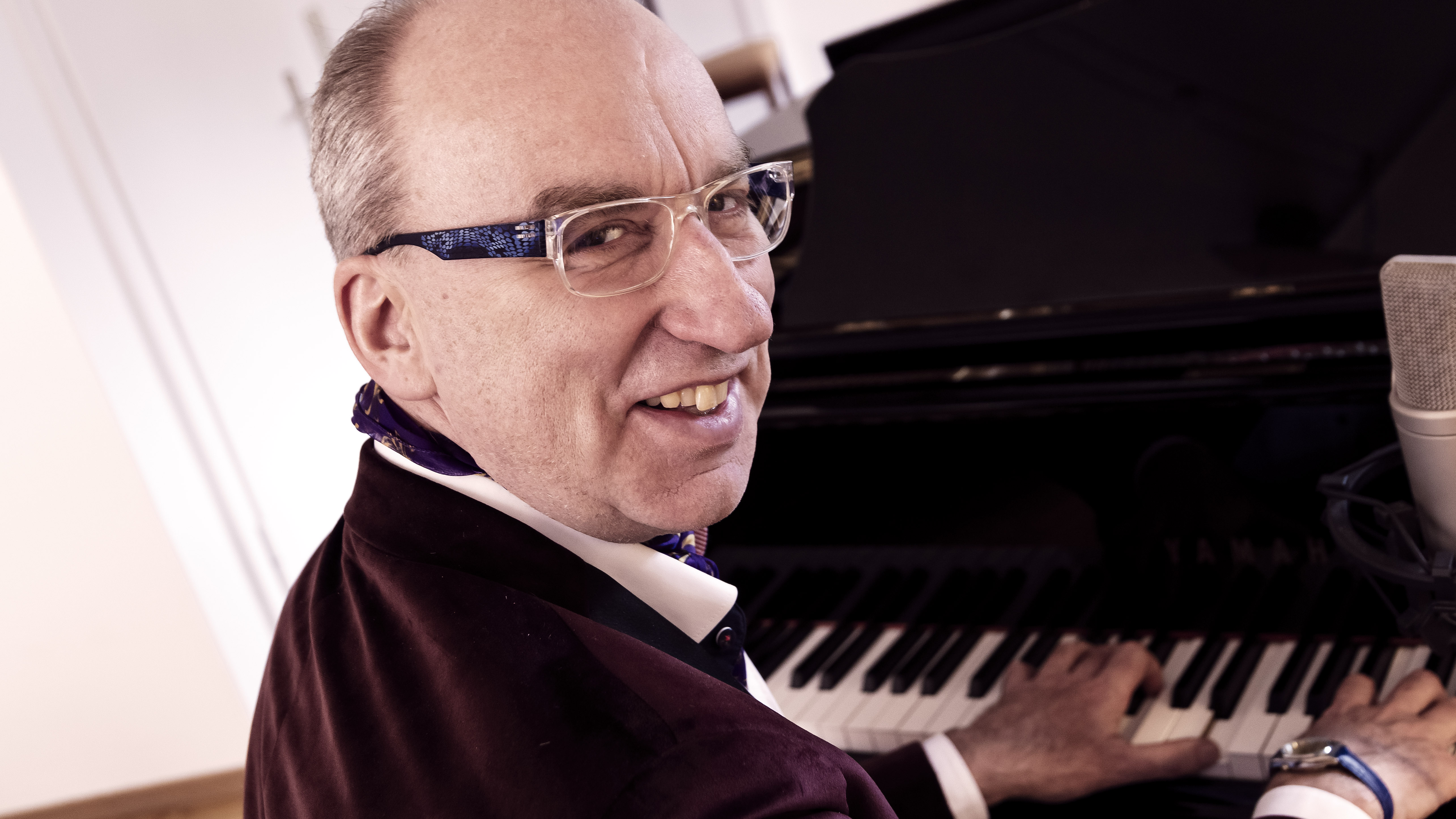
Thomas Gerdiken (2020)

Thomas Gerdiken (* 11. April 1960 in Osnabrück) ist ein deutscher Pianist und Sänger.

## Karriere
Gerdiken spielt seit seinem siebten Lebensjahr Klavier und tritt nach einem klassischen Klavier- und Operngesangsstudium seit 1988 als professioneller Pianist und Sänger vor allem in Deutschland, in der Schweiz und Österreich auf.
Stilistisch ist er im Bereich des traditionellen New Orleans Piano anzusiedeln und vor allem von James Booker, Fats Domino, Professor Longhair, Dr. John und Allen Toussaint beeinflusst. Sein Repertoire besteht aus Eigenkompositionen und Bearbeitungen von Klassikern.
Gerdiken absolvierte in seiner über 40-jährigen Karriere mehr als 2000 Konzerte in Deutschland, Europa und Amerika. Er trat im Vorprogramm von Fats Domino im Rahmen seiner Europatournee 1990 auf, der ihn als „Germany’s Prince of New Orleans Piano“ bezeichnete. Danach trat Gerdiken auch unter diesem Beinamen auf.
Am 30. Oktober 1992 gab er ein Konzert zur Einweihung des neuen Plenarsaales des Deutschen Bundestages in Bonn.
Im April 2008 reiste Gerdiken zum 80sten Geburtstag von Fats Domino nach New Orleans. Aus diesem Anlass fand im Tipitina’s in New Orleans ein Konzert statt, bei dem Gerdiken zum ersten Mal mit Randy Newman, Jon Cleary, Allen Toussaint und Dr. John in Kontakt kam.
Seitdem hat Gerdiken mehrmals die Tourneeveranstaltung In the Spirit of New Orleans organisiert. 2010 fand sie mit Konzerten in New Orleans und Deutschland statt. Insgesamt waren 150 Musiker beteiligt. Einige der Konzerte wurden aufgezeichnet und als Benefiz-CD zugunsten karitativer Projekte in New Orleans veröffentlicht.
Diese wurde am 26. November 2010 in Irvin’s Jazz Playhouse in New Orleans im Rahmen eines Konzertes vorgestellt, an dem über 20 lokale Musiker beteiligt waren. Gerdiken organisierte das Konzert zusammen mit Robin Ligon-Williams, Programmdirektorin des New Orleans Jazz Institutes, zugunsten der New Orleans Musicians’ Clinic.
Von 2009 bis 2012 engagierte sich Gerdiken in New Orleans für den Wettbewerb Seeking Satch. Dieser verfolgte das Ziel, unter Jugendlichen einen „nächsten Louis Armstrong“ zu finden. Der Wettbewerb sollte den Jugendlichen Perspektiven außerhalb der von Gewalt, Kriminalität, Drogen und Waffen geprägten Wirklichkeit der Ghettos in New Orleans eröffnen. 2010 übernahm Thomas Gerdiken in Zusammenarbeit mit Robin Ligon-Williams die komplette Organisation des Wettbewerbes. 2011 wurde Gerdiken neben Delfeayo und Jason Marsalis in die Jury des Wettbewerbs berufen.
Im August 2011 und 2013 gab Gerdiken Konzerte im Rahmen des Tages der offenen Tür im Bundeskanzleramt und Bundespresseamt in Berlin. 2011 und 2014 trat er in Bonn und Hannover zum Tag der Deutschen Einheit im Zelt der Bundesregierung auf. Am 19. Juni 2013 gab er ein Konzert im Vorfeld der Rede des amerikanischen Präsidenten Barack Obama vor dem Brandenburger Tor in Berlin.
Danach betätigte sich Gerdiken als künstlerischer Coach für junge Musiker und Schauspieler.

## Soziales Engagement
Gerdiken arbeitet seit seinem New Orleans-Besuch in Hilfsorganisationen in New Orleans mit, die sich um Musiker kümmern, welche durch den Wirbelsturm Katrina in Not geraten sind. Darüber hinaus engagiert er sich in Organisationen, die sich zum Ziel gesetzt haben, die New Orleans Music an die nächste Generation weiterzugeben. Folgende Organisationen wurden von ihm im Verlauf der letzten Jahre durch Spenden unterstützt:
1. New Orleans Musicians’ Clinic: Unentgeltliche gesundheitliche Behandlung von Musikern
2. Saturday Music School New Orleans Jazz Institute: Kostenloser Musikunterricht für Kinder zwischen 6 und 16 Jahren
3. Book Programm Guardian Institute 9th Ward: Kostenlose Verteilung von Schulbüchern in den Ghettos
4. Joyful Foundation: Kostenlose Beschaffung von Musikinstrumenten für bedürftige Kinder in den Ghettos[5]
5. Uptown Music Theatre: unter Leitung von Delfeayo Marsalis wird alljährlich ein Musical mit Kindern aufgeführt[11]
6. Seeking Satch: ein Wettbewerb, bei dem unter Jugendlichen in den Ghettos von New Orleans nach dem sogenannten neuen Louis Armstrong gesucht wird.

Im Jahre 2008 organisierte Gerdiken Konzerte und Tourneen mit Benefizcharakter für Musiker aus New Orleans unter anderem in der Bundeskunsthalle in Bonn; mit Ausstellung des Malers Matt Rinard aus New Orleans. 2009 wurde Gerdiken vom Land Niedersachsen mit A Tribute to Fats Domino für das Jazzfestival Jazz in den Ministergärten in Berlin eingeladen. Das Projekt umfasste ein Konzert von Gerdiken, der Old Merrytale Jazzband und der Sängerin Mary Thompson aus Jackson, Mississippi sowie einer Ausstellung des Malers Matt Rinard.

## Auszeichnungen und Ehrungen
Thomas Gerdiken war mehrmaliger offizieller kultureller Beitrag des Landes Niedersachsen für den Tag der deutschen Einheit. Für sein soziales Engagement zum Wiederaufbau von New Orleans wurde Gerdiken am 21. November 2010 von Bürgermeister Michell J. Landrieu zum Ehrenbürger und zum offiziellen musikalischen Botschafter der Stadt ernannt. 2010 wurde Thomas Gerdiken neben Bruce Springsteen, Elvis Costello, Dr. John und Pearl Jam zum musikalischen Botschafter der New Orleans Musicians’ Clinic ernannt.

## Diskographie
Folgende Tonträger hat Gerdiken auf dem eigenen Nightbird Label veröffentlicht:
- 1988: Black Night With White Shadow (LP)[17]
- 1995: Thomas Gerdiken Live (CD)[18]
- 2006: Thomas Gerdiken In Concert Alte Oper Frankfurt, Philharmonie Köln, Tonhalle Düsseldorf (DVD)
- 2007: Thomas Gerdiken In Concert Alte Oper Frankfurt, Philharmonie Köln, Tonhalle Düsseldorf (CD)
- 2010: Thomas Gerdiken and Friends In the Spirit of New Orleans Live (CD)[19]